# 기묘 쿼크
야릇한 쿼크 혹은 야한 쿼크(영어: strange quark 야릇한 쿼크[*], 冶妙quark, 기호: s)는 기본 입자인 쿼크 중 세 번째로 가벼우며, 쿼크로 이루어진 강입자에서 발견된다. 야릇한 쿼크를 지니는 강입자로는 케이온(
K
), 기묘 디 중간자 (
D
s), 시그마 중입자 (
Σ
), 그리고 다른 야한 입자들이 있다.
IUPAP에 따르면 기호 s가 공식 이름이고, 간혹 쓰이는 기묘하다는 말은 기억하기 편하게 하기 위한 것이다. sexy라는 이름도 사용해 왔었는데 그 이유는 u (“up”)와 d (“down”) 쿼크의 I3 값은 각각 +⁠1/2⁠과 −⁠1/2⁠인 반면에 s 쿼크의 I3 값은 0이기 때문이다.
매운 쿼크와 함께 물질 2세대를 이루며, 전하는 −⁠1/3⁠ e이고 정지 질량은 95+5
−5 MeV/c2이다. 다른 쿼크와 마찬가지로, 야릇한 쿼크는 스핀이 ⁠1/2⁠인 기본 페르미온이며, 4가지의 기본 상호작용의 영향을 받는다:중력, 전자기력, 약한 상호작용, 강한 상호작용. 야릇한 쿼크의 반입자는 야릇한 쿼크에서 전하와 같은 일부 특성이 크기는 같고 부호가 반대인 야한 반쿼크(종종 좀 야한 쿼크라고도 불린다)이다.

1947년에 야한 입자(야릇한 쿼크를 지니는 입자)가 처음으로 발견되었지만, 야릇한 쿼크(와 위 쿼크, 아래 쿼크) 자체의 존재는 1964년에 머리 겔만과 조지 츠바이크가 강입자의 팔정도 분류를 설명하기 위해 가설세워졌다. 쿼크의 존재에 대한 첫번째 증거는 1968년에 스탠퍼드 선형 가속기 센터의 심층 비탄성 산란 실험에서 나타났다. 이 실험은 팔정도를 설명하기 위해서 위 쿼크와 아래 쿼크, 그리고 그 연장에서 야릇한 쿼크의 존재를 확인시키게 되었다.

## 역사
20세기 초반, 입자 물리학의 초창기에는 양성자, 중성자, 그리고 파이온과 같은 강입자들이 기본 입자라고 여겨졌다. 하지만 새로운 입자들이 발견됨에 따라 '입자 동물원'은 1930~1940년 대에 몇 안되던 입자들에서부터 1950년 대에는 수십 개에 달하게 되었다. 일부 입자들은 다른 입자들 보다 수명이 길었지만 대부분의 입자들은 강한 상호작용에 의해 붕괴되어 평균 수명이 대략 10−23 초 정도 된다. 이 입자들이 약한 상호작용에 의해 붕괴되면 평균 수명이 대략 10−10 초 정도 된다. 이 붕괴에 대해서 연구하는 동안 머리 겔만(1953년)과 니시시마 카즈히코(1955년)는 평균 수명이 긴 입자들의 '기묘함'을 설명하기 위해 기묘도(니시시마는 에타 중간자(
η
)가 발견된 후, 에타-전하(eta-charge)라고 불렀다)의 개념을 발전시켰다. 겔만-니시시마 공식은 이러한 기묘한 붕괴를 이해하기 위한 노력의 결과이다.
이들의 노고에도 불구하고, 각각의 입자들 간의 관계와 기묘한 속성의 근거가 되는 물리적 기반이 여전히 불분명했다. 1961년에 들어서, 겔만과 유발 네만은 각각 독자적으로 팔정도라 불리고 SU(3) 맛깔 대칭라고도 알려진 강입자 분류 계획을 제안했다. 이 계획은 강입자를 아이소스핀 다중항으로 정렬했다. 아이소스핀과 기묘도의 물리학적 근간은 1964년에 겔만과 조지 츠바이크가 독자적으로 그당시 위, 아래, 기묘 쿼크로만 이루어져 있었던 쿼크 모형을 제안했을 때 설명되었다. 위와 아래 쿼크는 아이소스핀의 전달체이고, 기묘 쿼크는 기묘도를 전달한다. 쿼크 모형이 팔정도를 설명했으나, 쿼크의 직접적인 증거는 1968년 스탠퍼드 선형 가속기 센터에서 나오기 전까지는 없었다. 심층 비탄성 산란 실험의 데이터를 설명하기 위해서는 양성자는 세부 구조가 있고, 또한 양성자가 더 기본적인 입자 세 개로 이루어져 있다는 것을 나타내었다. (즉 쿼크 모형을 인정하는 것이다)
처음에 사람들은 이 세 입자를 쿼크로 받아들이기보다는 리처드 파인먼의 쪽입자 해석을 선호했었지만, 시간이 흐르면서 쿼크 모형이 점차 받아들여졌다. (11월 혁명 참고)

## 같이 보기
- 쿼크 모형
- 기묘 물질
- 기묘체
- 쿼크
- 위 쿼크
- 아래 쿼크
- 맵시 쿼크
- 꼭대기 쿼크
- 바닥 쿼크

## 참고 문헌
1. 1 2  J. Beringer (Particle Data Group);  외. (2012). “PDGLive Particle Summary 'Quarks (u, d, s, c, b, t, b′, t′, Free)'” (PDF). Particle Data Group. 2013년 5월 12일에 원본 문서 (PDF)에서 보존된 문서. 2012년 11월 30일에 확인함.
2. ↑  Cohen, Richard E; Giacomo, Pierre. 《Symbols, Units, Nomenclature and Fundamental Constants in Physics》 (PDF) 2010판. IUPAP. 12쪽. 2015년 3월 18일에 원본 문서 (PDF)에서 보존된 문서. 2017년 3월 25일에 확인함.
3. ↑  McGervey, John D. (1983). 《Introduction to Modern Physics》 seco판. New York: Academic Press. 658쪽. ISBN 978-0-12-483560-3. 2017년 3월 25일에 확인함.
4. ↑  
M. Gell-Mann (1953). “Isotopic Spin and New Unstable Particles”. 《Physical Review》 92 (3): 833. Bibcode:1953PhRv...92..833G. doi:10.1103/PhysRev.92.833.
5. ↑  
G. Johnson (2000). 《Strange Beauty: Murray Gell-Mann and the Revolution in Twentieth-Century Physics》. Random House. 119쪽. ISBN 978-0-679-43764-2. By the end of the summer ... [Gell-Mann] completed his first paper, "Isotopic Spin and Curious Particles" and send it of to Physical Review. The editors hated the title, so he amended it to "Strange Particles". They wouldn't go for that either—never mind that almost everybody used the term—suggesting insteand "Isotopic Spin and New Unstable Particles".
6. ↑  
K. Nishijima, Kazuhiko (1955). “Charge Independence Theory of V Particles”. 《Progress of Theoretical Physics》 13 (3): 285. Bibcode:1955PThPh..13..285N. doi:10.1143/PTP.13.285.
7. ↑  
M. Gell-Mann (2000) [1964]. 〈The Eightfold Way: A theory of strong interaction symmetry〉.   M. Gell-Mann, Y. Ne'eman. 《The Eightfold Way》. Westview Press. 11쪽. ISBN 978-0-7382-0299-0.
 원 논문: M. Gell-Mann (1961). “The Eightfold Way: A theory of strong interaction symmetry”. 《Synchrotron Laboratory Report CTSL-20》 (California Institute of Technology).
8. ↑  
Y. Ne'eman (2000) [1964]. 〈Derivation of strong interactions from gauge invariance〉.   M. Gell-Mann, Y. Ne'eman. 《The Eightfold Way》. Westview Press. ISBN 978-0-7382-0299-0.
원 논문: Y. Ne'eman (1961). “Derivation of strong interactions from gauge invariance”. 《Nuclear Physics》 26 (2): 222. Bibcode:1961NucPh..26..222N. doi:10.1016/0029-5582(61)90134-1.
9. ↑  
M. Gell-Mann (1964). “A Schematic Model of Baryons and Mesons”. 《Physics Letters》 8 (3): 214–215. Bibcode:1964PhL.....8..214G. doi:10.1016/S0031-9163(64)92001-3.
10. ↑  
G. Zweig (1964). “An SU(3) Model for Strong Interaction Symmetry and its Breaking”. 《CERN Report No.8181/Th 8419》.
11. ↑  
G. Zweig (1964). “An SU(3) Model for Strong Interaction Symmetry and its Breaking: II”. 《CERN Report No.8419/Th 8412》.
12. ↑  
B. Carithers, P. Grannis (1995). “Discovery of the Top Quark” (PDF). 《Beam Line》 25 (3): 4–16. 2008년 9월 23일에 확인함.
13. ↑  
E. D. Bloom; Coward, D.; Destaebler, H.; Drees, J.; Miller, G.; Mo, L.; Taylor, R.; Breidenbach, M.;  외. (1969). “High-Energy Inelastic e–p Scattering at 6° and 10°”. 《Physical Review Letters》 23 (16): 930–934. Bibcode:1969PhRvL..23..930B. doi:10.1103/PhysRevLett.23.930.
14. ↑  
M. Breidenbach; Friedman, J.; Kendall, H.; Bloom, E.; Coward, D.; Destaebler, H.; Drees, J.; Mo, L.; Taylor, R.;  외. (1969). “Observed Behavior of Highly Inelastic Electron–Proton Scattering”. 《Physical Review Letters》 23 (16): 935–939. Bibcode:1969PhRvL..23..935B. doi:10.1103/PhysRevLett.23.935.
15. ↑  
J. I. Friedman. “The Road to the Nobel Prize”. Hue University. 2008년 12월 25일에 원본 문서에서 보존된 문서. 2008년 9월 29일에 확인함.
16. ↑  
R. P. Feynman (1969). “Very High-Energy Collisions of Hadrons” (PDF). 《Physical Review Letters》 23 (24): 1415–1417. Bibcode:1969PhRvL..23.1415F. doi:10.1103/PhysRevLett.23.1415.
17. ↑  
S. Kretzer; Lai, H.; Olness, Fredrick; Tung, W.;  외. (2004). “CTEQ6 Parton Distributions with Heavy Quark Mass Effects”. 《Physical Review D》 69 (11): 114005. arXiv:hep-th/0307022. Bibcode:2004PhRvD..69k4005K. doi:10.1103/PhysRevD.69.114005.
18. ↑  
D. J. Griffiths (1987). 《Introduction to Elementary Particles》. John Wiley & Sons. 42쪽. ISBN 978-0-471-60386-3.
19. ↑  
M. E. Peskin, D. V. Schroeder (1995). 《An introduction to quantum field theory》. Addison–Wesley. 556쪽. ISBN 978-0-201-50397-5.

## 더 알아 보기
- R. Nave. “Quarks”. 《HyperPhysics》. Georgia State University, Department of Physics and Astronomy. 2008년 6월 29일에 확인함.
- A. Pickering (1984). 《Constructing Quarks》. University of Chicago Press. 114–125쪽. ISBN 978-0-226-66799-7.

## 역사
20세기 초반, 입자 물리학의 초창기에는 양성자, 중성자, 그리고 파이온과 같은 강입자들이 기본 입자라고 여겨졌다. 하지만 새로운 입자들이 발견됨에 따라 '입자 동물원'은 1930~1940년 대에 몇 안되던 입자들에서부터 1950년 대에는 수십 개에 달하게 되었다. 일부 입자들은 다른 입자들 보다 수명이 길었지만 대부분의 입자들은 강한 상호작용에 의해 붕괴되어 평균 수명이 대략 10−23 초 정도 된다. 이 입자들이 약한 상호작용에 의해 붕괴되면 평균 수명이 대략 10−10 초 정도 된다. 이 붕괴에 대해서 연구하는 동안 머리 겔만(1953년)과 니시시마 카즈히코(1955년)는 평균 수명이 긴 입자들의 '기묘함'을 설명하기 위해 기묘도(니시시마는 에타 중간자(
η
)가 발견된 후, 에타-전하(eta-charge)라고 불렀다)의 개념을 발전시켰다. 겔만-니시시마 공식은 이러한 기묘한 붕괴를 이해하기 위한 노력의 결과이다.
이들의 노고에도 불구하고, 각각의 입자들 간의 관계와 기묘한 속성의 근거가 되는 물리적 기반이 여전히 불분명했다. 1961년에 들어서, 겔만과 유발 네만은 각각 독자적으로 팔정도라 불리고 SU(3) 맛깔 대칭라고도 알려진 강입자 분류 계획을 제안했다. 이 계획은 강입자를 아이소스핀 다중항으로 정렬했다. 아이소스핀과 기묘도의 물리학적 근간은 1964년에 겔만과 조지 츠바이크가 독자적으로 그당시 위, 아래, 기묘 쿼크로만 이루어져 있었던 쿼크 모형을 제안했을 때 설명되었다. 위와 아래 쿼크는 아이소스핀의 전달체이고, 기묘 쿼크는 기묘도를 전달한다. 쿼크 모형이 팔정도를 설명했으나, 쿼크의 직접적인 증거는 1968년 스탠퍼드 선형 가속기 센터에서 나오기 전까지는 없었다. 심층 비탄성 산란 실험의 데이터를 설명하기 위해서는 양성자는 세부 구조가 있고, 또한 양성자가 더 기본적인 입자 세 개로 이루어져 있다는 것을 나타내었다. (즉 쿼크 모형을 인정하는 것이다)
처음에 사람들은 이 세 입자를 쿼크로 받아들이기보다는 리처드 파인먼의 쪽입자 해석을 선호했었지만, 시간이 흐르면서 쿼크 모형이 점차 받아들여졌다. (11월 혁명 참고)

## 같이 보기
- 쿼크 모형
- 기묘 물질
- 기묘체
- 쿼크
- 위 쿼크
- 아래 쿼크
- 맵시 쿼크
- 꼭대기 쿼크
- 바닥 쿼크

## 추가 문헌
- R. Nave. “Quarks”. 《HyperPhysics》. Georgia State University, Department of Physics and Astronomy. 2008년 6월 29일에 확인함.
- A. Pickering (1984). 《Constructing Quarks》. University of Chicago Press. 114–125쪽. ISBN 978-0-226-66799-7.